# كيفين ماير
كيفين ماير (مواليد 10 فبراير 1992) هو لاعب ألعاب قوى فرنسي متخصص في مسابقة العشاري،فاز بالميدالية الفضية في أولمبياد 2016 و2020.